# 天津市南开翔宇学校
天津市南开翔宇学校，位于天津市南开区渭水道8号，始建于1994年，前身是1994年天津市南开中学建立的民办公助学校天津市南英中学。1999年，经天津市南开区教育委员会与天津市教育局批准，学校的性质由民办公助变为民办，并更名为天津市南开翔宇学校。2006年，建立梅江校区。2023年，梅江校区独立建校为天津市河西区南开翔宇学校。

## 历史沿革
1994年7月12日，天津市教育局批复同意，南开中学与广东省山河实业公司合作办学:322，建立天津市南英中学，确定该校为民办公助普通初级中学:322。
1999年，经天津市南开区教育委员会报请天津市教育局批准，天津市南开中学改与天津浩天集团合作办学，成立天津市南开翔宇教育发展有限公司，浩天集团董事长王小毛担任法定代表人，天津市南开中学校长康岫岩担任学校董事长，学校性质由“民办公助”变更为“民办”，并更名为“天津市南开翔宇学校”，“翔宇”一名，取自周恩来的字，寓意“鲲鹏展翅，翱翔宇宙”:858-859。同时，增设高中部。
2006年，浩天集团与天津市南开中学合作，在梅江居住区建立天津市南开翔宇学校梅江校区。
天津市南开翔宇学校借用南开中学南院校舍，调用数十名南开中学教师任课，南开中学占有该校40%股份:337。
2012年8月，南开翔宇学校从南开中学南院迁出。
2023年4月26日，根据《民办教育促进法实施条例》中属地管理的要求，天津市南开翔宇学校由“一校两址”变为两所学校，原梅江校区独立建校并更名为天津市河西区南开翔宇学校。